# Cohors III Batavorum

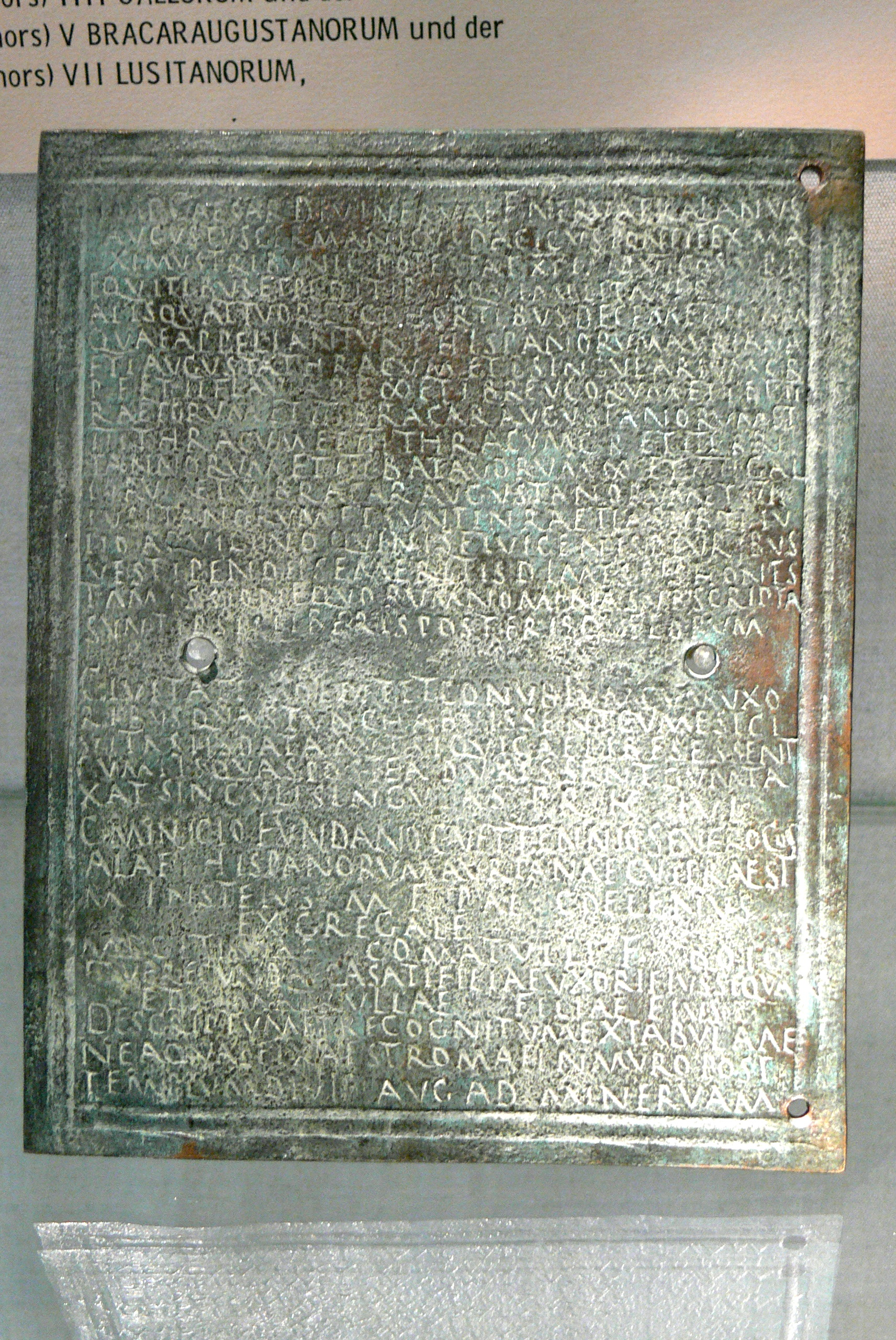
Das Militärdiplom des Mogetissa vom 30. Juni 107 n. Chr.

Die Cohors III Batavorum [Antoniniana] [milliaria] [equitata] (deutsch 3. Kohorte der Bataver [die Antoninianische] [1000 Mann] [teilberitten]) war eine römische Auxiliareinheit. Sie ist durch Militärdiplome sowie durch Inschriften belegt.

## Namensbestandteile
- Batavorum: Die Soldaten der Kohorte wurden bei Aufstellung der Einheit aus dem Volk der Bataver rekrutiert.

- Antoniniana: die Antoninianische. Der Zusatz kommt in der Inschrift (AE 1935, 163) vor.

- milliaria: 1000 Mann. Je nachdem, ob es sich um eine Infanterie-Kohorte (Cohors milliaria peditata) oder einen gemischten Verband aus Infanterie und Kavallerie (Cohors milliaria equitata) handelt, lag die Sollstärke der Einheit entweder bei 800 oder 1040 Mann. In den Militärdiplomen wird statt milliaria das Zeichen {\displaystyle \infty } verwendet.

- equitata: teilberitten. Die Einheit war ein gemischter Verband aus Infanterie und Kavallerie. Der Zusatz kommt in der Inschrift (AE 1935, 163) vor.

Die Einheit war eine Cohors milliaria equitata. Die Sollstärke der Einheit lag daher bei 1040 Mann, bestehend aus 10 Centurien Infanterie mit jeweils 80 Mann sowie 8 Turmae Kavallerie mit jeweils 30 Reitern.

## Geschichte
Die Einheit ist in der Provinz Britannia durch zwei Vindolanda-Tafeln (263, 567) belegt, die auf die späten 90er und frühen 100er datiert werden können.
Der erste Nachweis der Einheit in der Provinz Raetia beruht auf einem Militärdiplom, das auf 107 n. Chr. datiert ist. In dem Diplom wird die Kohorte als Teil der Truppen (siehe Raetisches Heer) aufgeführt, die in Raetia stationiert waren. Zwei weitere Militärdiplome, die auf 116 datiert sind, belegen die Einheit in derselben Provinz.
Laut Barnabás Lőrincz nahm die Einheit am Partherkrieg Trajans teil und kam im Anschluss nach Pannonia. Der erste Nachweis der Einheit in der Provinz Pannonia inferior beruht auf einem Militärdiplom, das auf das Jahr 135 datiert ist. In dem Diplom wird die Kohorte als Teil der Truppen (siehe Römische Streitkräfte in Pannonia) aufgeführt, die in Pannonia inferior stationiert waren. Weitere Militärdiplome, die auf 143, 148, 157, 159, 178/190 und 193 datiert sind, belegen die Einheit in derselben Provinz.

## Standorte
Standorte der Kohorte in Britannia waren möglicherweise:
- Vindolanda (Chesterholm): Mehrere Vindolanda-Tafeln belegen die Anwesenheit von Angehörigen der Kohorte in Vindolanda zwischen 98 und 102/103;[1] die Stationierung der Einheit in Vindolanda ist damit aber nicht gesichert.[2]

Standorte der Kohorte in Pannonia waren:
- Vetus Salina (Adony): Ziegel mit dem Stempel COH III B bzw. COH III BAT(A) sowie Inschriften belegen die Anwesenheit (von Teilen) der Kohorte in Adony.[1]

Standorte der Kohorte in Raetia waren:
- Sorviodurum (Straubing):[A 1]

## Angehörige der Kohorte
Folgende Angehörige der Kohorte sind bekannt.

### Kommandeure
| - [.] Paternus (Tab.Vindol.II,534) - [.] Severus (AE 1969/70, 526) - Cl(audius) Tyrannus, ein Tribun in Vetus Salina (CIL 3, 10329), zwischen 100 und 200 n. Chr. - [G]rattius Crispinus (Tab.Vindol.II,297) | - Marcus Flavius Miles, ein Präfekt - Marcus Simplicius Quietus, ein Tribun - Valerius Timotheus, ein Tribun |

### Sonstige
| - [.] Lucilianus, ein Decurio (CIL 16, 132) - Domit. Niger, ein Soldat (um 211) (CIL 3, 3345) | - Equester, ein Centurio (Tab.Vindol.II,263) - Lentinus Prudentis, ein Reiter (AE 1906, 116) |